# USS Boston (1777)
Pour les autres navires du même nom, voir USS Boston.
Le USS Boston est une frégate de 24 canons, lancée le 3 juin 1776 par Stephen et Ralph Cross depuis Newburyport. Pendant son service dans la Continental Navy, elle a capturé de nombreux navires anglais. Capturée à son tour par la Royal Navy, elle a été rachetée et renommée HMS Charlestown.

## Service américain
En 1778, sous le commandement de Samuel Tucker, la frégate a transporté John Adams en France.
Capturée par la Royal Navy le 12 mai 1780, elle a été rachetée par le service et intégrée en tant que HMS Charlestown.